# Bukian
Bukian is een bestuurslaag in het regentschap Gianyar van de provincie Bali, Indonesië. Bukian telt 5829 inwoners (volkstelling 2010).